# Aeroportul Zorg en Hoop
Aeroportul Zorg en Hoop (IATA: ORG, ICAO: SMZO) este un aeroport din Zorg en Hoop Ressort⁠(d), Paramaribo, Surinam ce deservește zona Paramaribo. A fost deschis în 1953.
Situat la o altitudine de 3 m, aeroportul dispune de o singură pistă.